# Nikippe (córka Tespiosa)
Nikippe (gr.  Νικίππη) – w mitologii greckiej jedna z Tespiad -  pięćdziesięciu córek herosa i króla beockiego miasta Tespies, Tespiosa i jego żony, Megamede, córki Arneusa. Urodziła Heraklesowi, syna Antymacha. Osiemnastoletni Herakles przybył, aby zabić lwa z Kitajronu, który siał spustoszenie w jego stadach owiec. Król obawiając się, że córki znajdą sobie nieodpowiednich mężów, postanowił, że każda będzie miała dziecko z Heraklesem.
W mitologii greckiej występuje kilka postaci o imieniu Nikippe.